# Al-Biruni
Abu Ar Rajhan Mohamed ibn Ahmed al-Biruni, (na Zahodu znan kot Aliboron, tudi Alberuni) (arabsko أبو الريحان البيروني, perzijsko ابوریحان بیرونی), perzijski matematik, astronom, fizik, učenjak, enciklopedist in učitelj, * 15. september 973, Hiva, nekdanji Horezm ob Aralskem jezeru, pokrajina Korasan, sedaj v Uzbekistanu, † 13. december 1048, Gasna, afganistanski Gasnavid, sedaj Gazni, Afganistan.

## Življenje in delo
Al-Biruni je bil perzijskega porekla in ibn Irakov učenec. Rodil se je za časa vladavine Samanidov. Velikokrat so ga imenovali mojster in postal je eden od najbolj znanih muslimanskih znanstvenikov svojega časa. Zapisi kažejo, da je al-Biruni napisal 120 (113) različnih del, od katerih se jih je zelo malo ohranilo. Pisal je o astronomiji, astrologiji, kronologiji, geografiji, matematiki, mehaniki, medicini, farmakologiji, meteorologiji, mineralogiji, zgodovini, religiji, filozofiji, književnosti in magiji. Ohranila se je ena ali dve knjigi iz vsakega področja. Vdor sultana Mahmuda Gasnija v Indijo ga je obogatil z novim znanjem. Potoval je po Indiji, obvladal je sanskrt, predaval je grško filozofijo in napisal bogato in obsežno knjigo o Indiji, njenih običajih, književnosti, filozofiji, geografiji in ostalih znanosti Zgodovina Indije (Tarikal - Hind). Deloval je v Raiju in Gurganu.
S sedemnajstimi leti je izračunal zemljepisno širino Hive s pomočjo največje višine Sonca. Do 22. leta je napisal več krajših del in med njimi razpravo o kartografskih projekcijah Kartografija, ki je vsebovala skupek postopkov za projiciranje ukrivljene zemeljske oble na ravnino.
Do svojega 27. leta je napisal knjigo Kronologija, kjer se je skliceval na svoje drugo delo, sedaj žal izgubljeno, ki je vsebovalo knjigo o astrolabu, knjigo o desetiškem številskem sestavu, štiri o astrologiji in dve o zgodovini.
Al-Biruni je leta 1017 odpotoval v Afganistan na Mahmudov dvor v Gasno, jugozahodno od Kabula, kjer je delal skupaj s pesnikom Firdusijem. Pridobil si je ugled in visok položaj. Tam je tudi umrl.
Leta 1030 je napisal Mas´udov kanon (Kanon Masuda), (Masudove astronomske tablice, Masudski kanon o astronomiji in zvezdah) (al-kanun al-Masudi fi-al-haj´a vannudžum) in Izbor povedanega o vprašanju senc (ifrad al-makal fi amr al-azlal). Naslov kanona je posvečen Mahmudovemu nasledniku na prestolu, vsebina pa astronomiji in z znatnim deležem trigonometrije. Leta 1036 je napisal delo O uporabi tetiv v krogu, kjer je navedel kosinusni izrek za poševnokotni trikotnik v ravninski trigonometriji:
{\displaystyle a^{2}=b^{2}+c^{2}-2bc\cos \alpha \!\,,}
ki ga je do tedaj poznal v drugačni, za uporabo v trigonometriji neprikladni
obliki, le Evklid.
V razpravi o sencah je al-Biruni opazoval, kako se je gnomonova senca s časom spreminjala. Precej pred Descartesom je razmišljal o spremenljivkah, o gibanju. Opredelil je časovni interval, primerjal ga je z »razdaljo med dvema koncema« in rekel, da te razdalje ne moremo najti brez gibanja. Od vseh gibanj mu je bilo najlepše, »najbolj ustaljeno od vseh obstoječih gibanj« tisto, v katerem se menjavata dan in noč; dan (vseh 24 ur) mu je »laket časa«. Spreminjanju senc sledi po dolžini in po smeri (azimutu). Svetilo se giblje po obli, ravnina, v katero je zapičen gnomon, gre skozi središče oble, gnomon sam pa tiči prav v središču. Gibanje svetila je razdelil v dve sestavini: »vzporedno premeru, ki veže njegovo visoko in nizko lego« in »vzporedno drugima dvema premeroma«. Trije premeri v obli so pravzaprav koordinatne osi, kot bi jim rekel Descartes. Prvič se svetilo giblje po velikem krogu (poldnevniku, meridijanu), ki gre skozi gnomon, drugič kroži po vzporedniku. Al-Biruni je ugotavljal: prvo gibanje spreminja senci dolžino in ohranja smer, drugo pa ohranja dolžino in spreminja le smer sence. V resnici, je dodal, opazujemo v naravi sestavo obeh gibanj.
Napisal je še Gostote, v kateri so zbrane specifične gostote raznih kovin, tekočin in kristalov, Astrolab, eno od najpomembnejših opisov tega astronomskega inštrumenta in Farmakologija, ki vsebuje več kot 700 opisov različnih zdravil.
Izračunal je Zemljin polmer in dobil vrednost 6339,6 km. To vrednost so navajali na zahodu še v 16. stoletju.